# Embajada de España en India
La Embajada de España en India es la máxima representación legal del Reino de España en la República de la India. También esta acreditada en la Sri Lanka (1958), Nepal (1968), Maldivas (1983) y Bután en 2011.

## Embajador
El actual embajador es Juan Antonio March, quien fue nombrado por el gobierno de Pedro Sánchez el 4 de junio de 2024.

## Misión diplomática
El Reino de España esta acreditado en el país a través de la embajada en Nueva Delhi, creada en 1956. Además España está representada a través de un Consulado-General en la ciudad india de Bombay y consulados honorarios en Bengaluru, Kolkata, Chennai, Katmandú (Nepal) y Colombo (Sri Lanka).

## Historia
España estableció relaciones diplomáticas con India en 1956, seis años después de que el país se transformara en una república. Las relaciones entre la India y España son buenas, desde el establecimiento de la democracia en España en 1978.

## Demarcación
La embajada española en la India tiene una amplia demarcación:
- República Democrática Socialista de Sri Lanka: España inició sus relaciones diplomáticas con Sri Lanka, entonces conocida como Ceilán, el 10 de julio de 1955 quedando adscrita a la Embajada española en Pakistán. Tres años después se nombró el primer embajador no residente con sede en Nueva Delhi y desde entonces el país insular pertenece a esta demarcación.

- República Federal Democrática de Nepal: Nepal mantiene relaciones diplomáticas plenas con España desde el 14 de mayo de 1968, entonces Nepal se conformaba como un reino, y a partir de esa fecha Nepal ha quedado incluido dentro de la demarcación de Nueva Delhi.

- República de Maldivas: desde 1979 España mantiene relaciones diplomáticas si bien estas no fueron a nivel de embajadores hasta 1983, cuando se incluyó a las Maldivas dentro de la demarcación de la Embajada española en la India.

- Reino de Bután: no fue hasta el periodo 2010-2011 cuando España estableció relaciones diplomáticas con el país asiático, así desde 2011 quedó incluido en la demarcación de la Embajada española en Nueva Delhi.

En el pasado también estuvo acreditada en:
- República de la Unión de Myanmar: la Embajada española en Rangún fue creada en 1967[3] aunque los asuntos diplomáticos de Birmania quedaron bajo la demarcación de la Embajada española en Nueva Delhi, capital de la India. Finalmente, en 1981 la Embajada española acreditada en Birmania pasó a depender de la Embajada española en Bangkok.

- República Popular de Bangladés: las relaciones diplomáticas entre España y Bangladés se remontan a 1972 cuando el país obtuvo la independencia de Pakistán tras una cruenta guerra de liberación (1971). Las relaciones dependieron de la embajada española en la India hasta 2008 cuando se creó la Embajada residente en Daca, capital del país.